# Чарново (Поморське воєводство)
Чарново (пол. Czarnowo) — село в Польщі, у гміні Бруси Хойницького повіту Поморського воєводства.
Населення — 216 осіб (2011).
У 1975-1998 роках село належало до Бидгощського воєводства.

## Демографія
Демографічна структура станом на 31 березня 2011 року:
|          | Загалом | Допрацездатний вік | Працездатний вік | Постпрацездатний вік |
| -------- | ------- | ------------------ | ---------------- | -------------------- |
| Чоловіки | 102     | 31                 | 63               | 8                    |
| Жінки    | 114     | 30                 | 62               | 22                   |
| Разом    | 216     | 61                 | 125              | 30                   |